# Біті (Саскачеван)
Біті (англ. Beatty) — село в канадській провінції Саскачеван, приблизно за 13 км на північний захід від Мелфорту. Територія, що оточує Біті — переважно сільськогосподарська земля.

## Населення

### Чисельність
| 2001 | 2006 | 2011 | 2016 |
| ---- | ---- | ---- | ---- |
| 79   | 61   | 63   | 60   |